# Jamila Schäfer

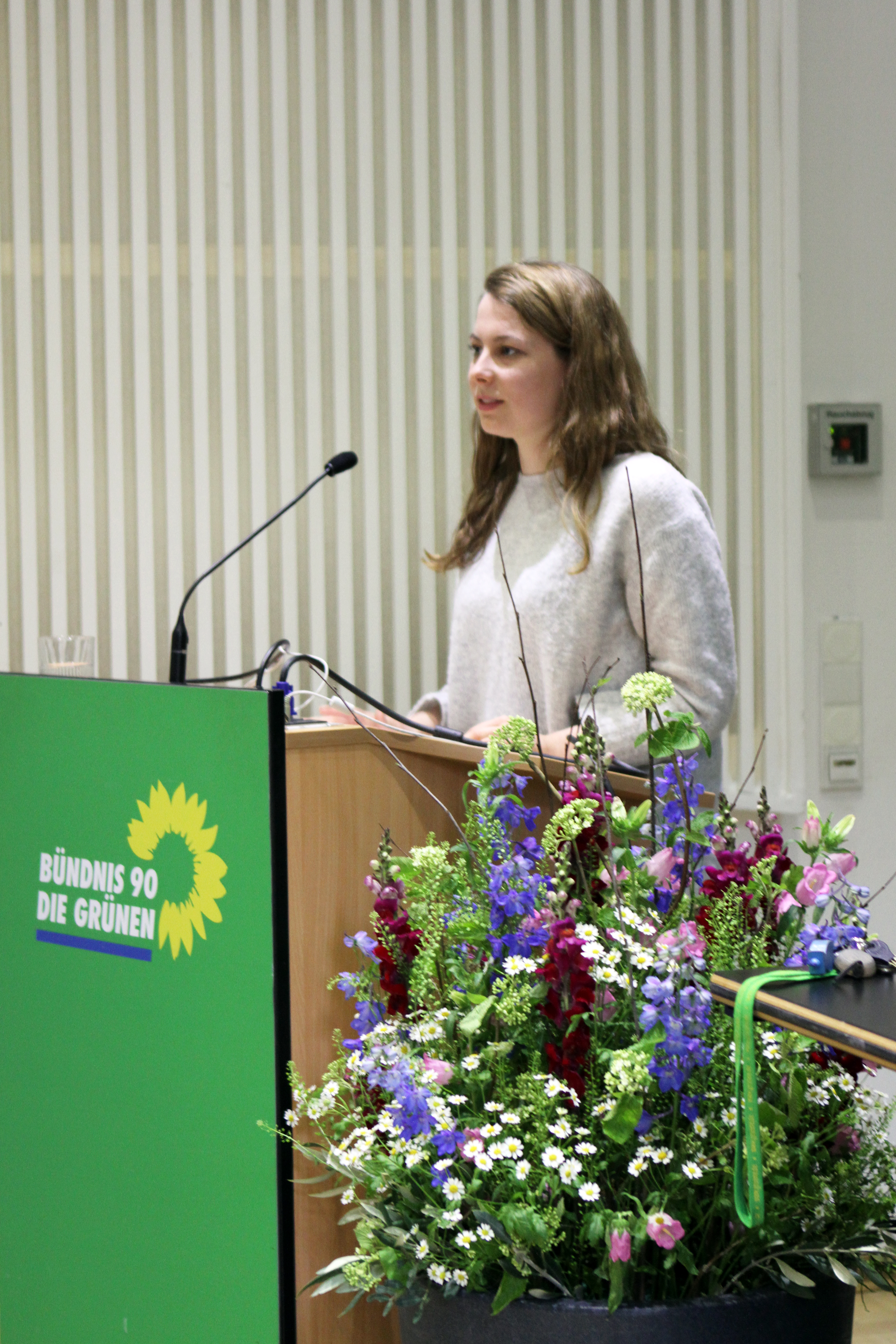
Jamila Schäfer em 2018

Jamila Schäfer (nascida a 30 de abril de 1993) é uma política alemã da Aliança 90/Os Verdes.

## Carreira política
Schäfer foi eleita membro do Bundestag por Munique Sul nas eleições federais de 2021 na Alemanha.
Nas negociações para formar a chamada coligação de semáforos do Partido Social-Democrata (SPD), do Partido dos Verdes e do Partido Democrático Liberal (FDP) após as eleições, Schäfer fez parte da delegação do seu partido (Verdes) no grupo de trabalho sobre assuntos europeus, co-presidido por Udo Bullmann, Franziska Brantner e Nicola Beer.